# Sinagoga Kahal Zur Israel
La Sinagoga Kahal Zur Israel está situada en la ciudad de Recife, Pernambuco, Brasil. Es la más antigua sinagoga del continente americano y primera congregación judía en el Nuevo Mundo. Fue creada por judíos de origen portugués y español que vivían en los Países Bajos en ocasión de la invasión holandesa de Brasil. A esa comunidad se unieron los nuevos cristianos (judíos conversos) que ya vivían en la colonia. En la actualidad existe un museo en este sitio.